# Pierre Perrier (strzelec)
Pierre Perrier (ur. w XIX wieku, zm. w 1925) – francuski strzelec, olimpijczyk.
Pochodził z Lyonu. Brał udział w Letnich Igrzyskach Olimpijskich 1900. Startował tylko w trapie, w którym zajął 26. miejsce.

## Wyniki olimpijskie
| Igrzyska | Konkurencja | Wynik       | Miejsce | Źródło |
| -------- | ----------- | ----------- | ------- | ------ |
| IO 1900  | Trap        | Brak danych | 26      | [ 2 ]  |